# Krnča
Krnča (allemand : Krentz, hongrois : Kerencs) est un village de Slovaquie situé dans la région de Nitra.

## Histoire
Première mention écrite du village en 1183.

## Démographie

### Évolution de la population
| Année:               | 1994. | 2004.   | 2014.   | 2024.   |
| -------------------- | ----- | ------- | ------- | ------- |
| Nombre de personnes: | 1275  | 1299    | 1333    | 1379    |
| Différence:          |       | +1,88 % | +2,61 % | +3,45 % |

| Année:               | 2023. | 2024.   |
| -------------------- | ----- | ------- |
| Nombre de personnes: | 1373  | 1379    |
| Différence:          |       | +0,43 % |